# Marvelous: Mōhitotsu no Takarajima
Marvelous: Mōhitotsu no Takarajima (マーヴェラス ～もうひとつの宝島～?) è un videogioco del 1996 sviluppato e pubblicato da Nintendo per Super Nintendo Entertainment System. Distribuito esclusivamente in Giappone, il gioco è stato successivamente reso disponibile tramite Virtual Console per Wii U.

## Sviluppo
Il videogioco è ispirato a The Legend of Zelda: A Link to the Past. Alla realizzazione del titolo ha collaborato Eiji Aonuma. Il gioco ha ricevuto due spin-off distribuiti esclusivamente tramite Satellaview.